# Bankersmith
Bankersmith ist eine Geisterstadt im Kendall County im US-amerikanischen Bundesstaat Texas an der Old San Antonio Road etwa auf halbem Weg zwischen Fredericksburg und Comfort in Grenznähe zum Gillespie County.

## Geschichte und Geographie
Bankersmith wurde 1913 als Bahnstation für die nahegelegene Stadt Grapetown entlang der San Antonio, Fredericksburg and Northern Railway gegründet. Die Stadt und die Bahnstation bekamen ihren Namen „Bankersmith“ oder „Banker Smith“ von Temple Doswell Smith, dem Präsidenten der Fredericksburger Bank, die die Bahnlinie von Fredericksburg nach Comfort finanzierte. Später lag es an der ersten gepflasterten Straße von San Antonio nach Fredericksburg (Route 9).
In den 1920er Jahren hatte Bankersmith mit etwa 50 Einwohnern den Höchstwert erreicht. Das Post Office, das manchmal als zum Kendall County und manchmal als zum Gillespie County gehörig aufgelistet wurde, war von einem kleinen Geschäftsviertel umgeben, das die Bahnstation versorgte. In den 1930er Jahren wurde der Bahnverkehr auf der Linie durch Bankersmith eingestellt, und der weiter westlich gelegene U.S. Highway 87 wurde zur bevorzugten Alternative zwischen Fredericksburg und Comfort. In den 1940ern war die Stadt bereits weitgehend menschenleer und das Postamt geschlossen, obwohl einige Einwohner bis in die 1960er dort ausharrten.
Die Stadt lag im hügeligen Gebiet des Texas Hill Country in der Nähe eines der wenigen Eisenbahntunnel von Texas, dem ersten Eisenbahntunnel des Bundesstaates. Es dauerte sechs Monate, den 293 m langen Tunnel zu bauen, was damals 134.000$ kostete. Er ist heute Teil des Old Tunnel State Park und beherbergt Tausende von Fledermäusen.

## Kauf und geplante Umbenennung
Doug Guller, der Besitzer der Restaurantkette Bikinis Sports Bar & Grill, kaufte die Geisterstadt 2012 und verkündete, dass er den verlassenen Ort nach seinen „Breastaurants“ in „Bikinis, Texas“ umbenennen werde. Er sagte, er wolle den kleinen Ort in eine Touristenattraktion verwandeln, einschließlich einer Hall of Fame für den Bikini, d. h. für den zweiteiligen Badeanzug. Es sei nicht geplant, dort ein Bikinis Sports Bar & Grill Restaurant zu eröffnen, aber er könne sich vorstellen, eine Bar in einem alten Bus einzurichten.
Die Eröffnungsfeier von Bikinis, Texas fand am 13. Juli 2013 statt. Countrymusiker Jerry Jeff Walker sang dort und Carmen Electra war anwesend, um die Hall of Fame zu eröffnen. Es gibt auch Pläne für einen „Miss Bikinis USA“ Schönheitswettbewerb und möglicherweise eine Reality Show.
2015 änderte Doug Guller den Namen wieder auf Bankersmith, um die Nachbarn in Fredericksburg zu beruhigen.

## Belege
1. 1 2  Bikinis, Texas: History in a Pecan Shell. Bikinis Sports Bar & Grill, 17. Juli 2012, abgerufen am 26. Juli 2012 (englisch).
2. ↑  Bankersmith, Texas. In: Geographic Names Information System. United States Geological Survey, United States Department of the Interior, abgerufen am 21. Oktober 2013 (englisch).
3. 1 2 3 4 5  Richard Zelade: Lone Star Guide to the Texas Hill Country. In: Taylor Trade Publications (Hrsg.): Lone Star Travel Guides. Band 6. Lanham, MD 2011, ISBN 1-58979-609-8 (englisch, google.com).
4. 1 2 3 4  Vivian Elizabeth Smyrl: Bankersmith, Texas. In: The Handbook of Texas Online. Texas State Historical Association, 1999, abgerufen am 26. Juli 2012 (englisch).
5. 1 2  Alexis Shaw:  "Breastaurant" Chain Owner Buys Texas Town, Renames it Bikinis In: ABC News, 19. Juli 2012. Abgerufen am 25. Juni 2013 (englisch).
6. ↑  Jasmin Sun:  Texas Breastaurant Town Bikinis to Open July 13 In: Eater, 12. Juni 2013. Abgerufen am 25. Juni 2013 (englisch).
7. ↑  Entrepreneur Doug Guller Celebrates Grand Opening of Bikinis, Texas with Special Guest Carmen Electra: Kick-Off Weekend on July 13 Features Live Texas Music from Headliner Jerry Jeff Walker, Black’s Barbecue, Bikini Contest and More. (Memento vom 24. September 2015 im Internet Archive) Reuters, 12. Juni 2013, abgerufen am 20. Oktober 2013.
8. ↑  Aleksander Chan:  'Breastaurant' Bikinis Is Bringing Miss Bikinis USA To Bikinis, Texas In: Austinist, 13. Mai 2013. Abgerufen am 25. Juni 2013 (englisch).
9. ↑  Vicky Garza:  Bikinis may hit TV screens with reality show deal In: Austin Business Journal, 5. November 2012. Abgerufen am 25. Juni 2013 (englisch).
10. ↑  Bye, bye, Bikinis, Texas. Hill Country town no longer exists. In: Austin American-Statesman. 24. Juni 2015, abgerufen am 27. Juni 2015 (englisch).